# Universe (Jonas Reingold)
Universe è l'album di debutto del bassista progressive rock svedese Jonas Reingold, pubblicato nel 1999.

## Tracce
1. Universe (Part I) – 1:54
2. Glorified – 5:12
3. Overload – 4:43
4. Highroler – 3:48
5. Eye for an Eye – 6:04
6. No More I Love You – 4:04
7. Killer On the Loose – 4:07
8. Carolina – 4:22
9. Northern Light – 4:05
10. Sacrifice and Suffering – 3:44
11. Can I Take You To Heaven – 4:11
12. Universe (Part II) – 0:34

## Formazione
- Jonas Reingold - basso